# Mônica Caetano
Mônica Caetano da Silva (Rio de Janeiro, 9 de agosto de 1960) é ex-voleibolista indoor brasileira , jogou na posição de Central em clubes e da mesma forma serviu a  seleção brasileira conquistando a medalha de prata no Campeonato Sul-Americano de 1997 no Peru, também obteve a medalha de bronze nos Jogos Pan-Americanos  de 1979 , sediados em Porto Rico, e participou da edição da Olimpíada de Los Angeles de 1984.

## Carreira
Mônica foi convocada para seleção brasileira  na categoria juvenil, e disputou o Mundial Juvenil realizada   em São Paulo-Brasil, quando terminou na quarta colocação.
Em 1977 foi convocada pelo técnico Edinilton Vasconcelos para seleção principal e disputou o Campeonato Sul-Americano sediado em Lima-Peru no ano de 1977, onde conquistou a medalha de prata, numa época da supremacia peruana.
Recebeu nova convocação para seleção principal que disputou os Jogos Pan-Americanos  de 1979 em Porto Rico, ocasião da conquista da medalha de bronze.No ano de 1983  jogando pelo Fluminense foi vice-campeã brasileira.
Mônica foi convocada para Seleção Brasileira de Voleibol Feminino para disputar os Jogos Olímpicos de Verão de 1984,  segunda participação do selecionado brasileiro no feminino em edições de Jogos Olímpicos, sendo esta conquistada a vaga por méritos próprios, ao contrário da edição anterior que foi por convite, após boicote dos Estados Unidos a referida competição; nesta edição o Brasil foi o país sétimo colocado.Jogou no Flamengo, deixando- para atuar no Lufkin em 1985.

## Clubes
| Clube      | País   | De   | Até  |
| Fluminense | Brasil | ?    | 1983 |
| Flamengo   | Brasil | 1983 | 1985 |
| Lufkin     | Brasil | 1985 | 1985 |

## Títulos e Resultados
- 1977-4º Lugar do Campeonato Mundial Juvenil (São Paulo,  Brasil)[3]
- 1983-Vice-campeã da Campeonato Brasileiro [7]
- 1984- 7º Lugar  dos Olimpíada(Los Angeles,  Estados Unidos)[1]